# 1016
► | قرن 10  | << قرن 11  >> | قرن 12  | ◄ 

► | عقد 980  | عقد 990  | عقد 1000  | << عقد 1010  >> | عقد 1020  | عقد 1030  | عقد 1040  | ◄

► | ► | 1012  | 1013  | 1014  | 1015  | << 1016  >> | 1017  | 1018  | 1019  | 1020  | ◄ | ◄
اضغط هنا لمعرفة اليوم الهجري الذي يطابق أول يوم في 1016  | اضغط هنا لمعرفة اليوم الهجري الذي يطابق أخر يوم في 1016  | ابحث عن مواضيع متعلقة بسنة 1016  الأحداث الجارية

## مواليد
- المعتضد بن عباد ثاني ملوك بني عباد على إشبيلية في الأندلس خلال عصر ملوك الطوائف.
- دوكجونغ ملك غوريو
- الفقيه محمد بن هبة الله البندنيجي

## وفيات
- ابن حبيب النيسابوري
- باديس الصنهاجي
- سليمان المستعين بالله الحاكم الثاني عشر والخليفة الخامس للدولة الأموية في الأندلس.
- الفقيه عبد الملك الخركوشي